# Arsk
Arsk (tatarski:  Arça /ar`ʆa/; ruski: Арск /čitaj: arsk/) je grad u sjeveroistočnom Tatarstanu, u Rusiji. Nalazi se 65 km od Kazana. Arsk je upravno središte Arskog okruga. 

## Zemljopisni smještaj
Grad se nalazi na obalama rijeke Kazanke.
Arsk je i postaja na pruzi Kazan-Ägerce.

## Stanovništvo
Broj stanovnika: 17.211 2002. (Tatari 83 %, Rusi 15 %).

## Povijest
Grad su osnovali u 13. stoljeću Povolški Bugari.
Tatarsko ime grada Arça se može prevesti kao – Udmurtski ili Udmurt.
Grad je bio glavni grad Arske daruge (Arça daruğas) za vrijeme Kazanskog Kanata. Daruga je upravna podjedinica u Kazanskom Kanatu.
Iako se grad nalazio u području koje su uglavnom nastanjivali Tatari, veći dio stanovnika daruge bili su Udmurti. Moguće je da je prijašnje stanovništvo ovog kraja također bilo ugro-finsko te se kasnije asimiralo u Tatare.